# 北海道道1050号常元中里線

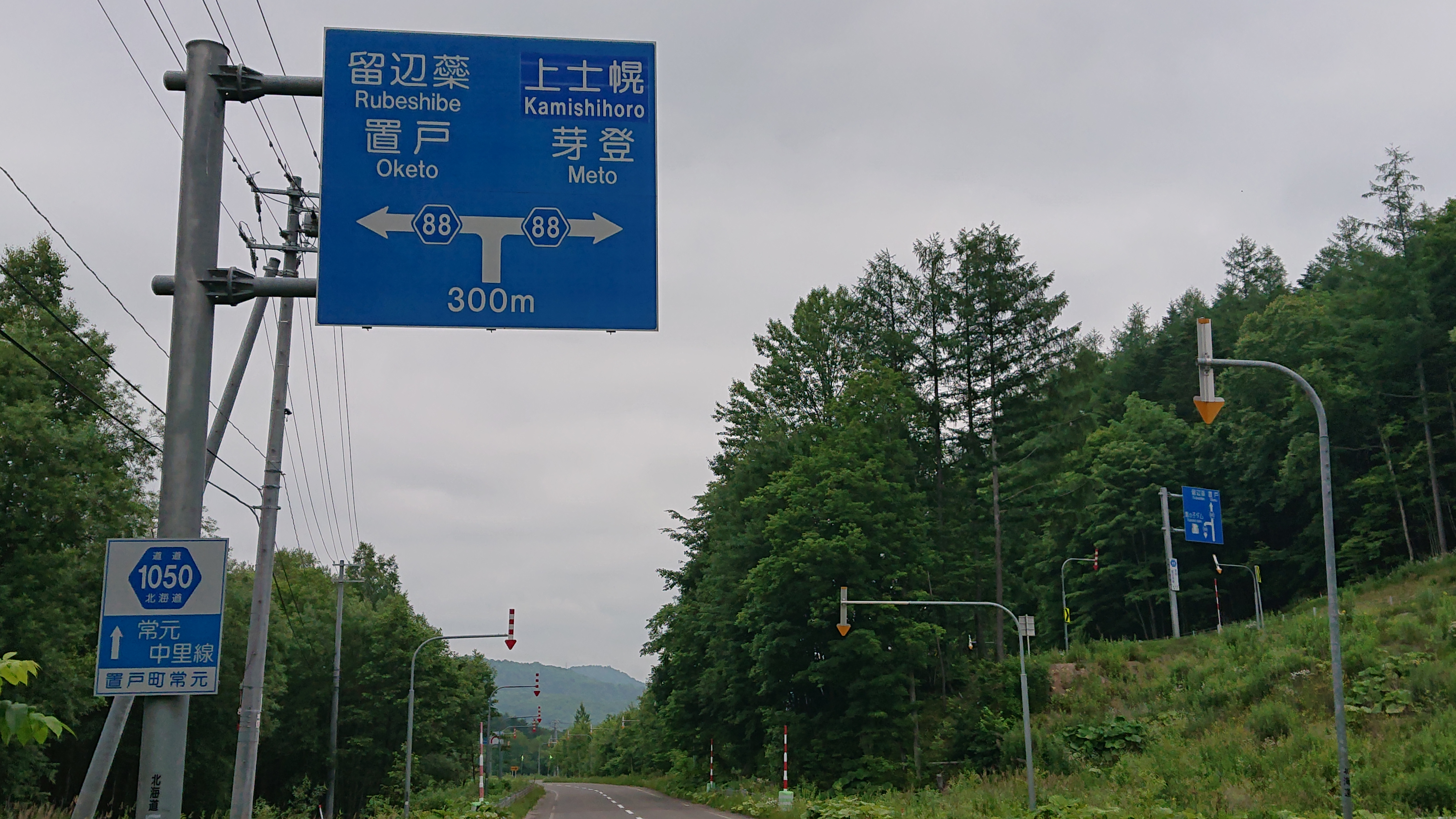
北海道道1050号常元中里線（置戸町常元）

北海道道1050号常元中里線（ほっかいどうどう1050ごう つねもとなかざとせん）は、北海道常呂郡置戸町を結ぶ一般道道である。

## 概要

### 路線データ
- 起点：北海道常呂郡置戸町常元
- 終点：北海道常呂郡置戸町中里（北海道道211号春日置戸線、北海道道247号置戸温根湯線交点）
- 総距離：21.7 km
- 冬期通行止：起点 - 1.3 km（11月下旬 - 5月下旬）

## 歴史
- 1984年（昭和59年）3月31日 - 路線認定[1]

## 地理

### 通過する自治体
- オホーツク総合振興局
  - 常呂郡置戸町

### 主な接続道路
置戸町
- 置戸町道常呂川本流線 - 常元（起点） - 勝北峠、上士幌町道三股置戸線を経て、河東郡上士幌町三股（国道273号）と繋がる（狭隘、冬期通行止）。
- 北海道道88号本別留辺蘂線 - 常元（重複）
- 北海道道211号春日置戸線 - 安住、中里（重複）
- 北海道道247号置戸温根湯線 - 中里（終点）

### 沿線にある施設など
置戸町
- おけと湖・鹿ノ子ダム
- 鹿の子温泉
- おけと勝山温泉ゆぅゆ